# Белойт (Огайо)
Белойт (англ. Beloit) — селище (англ. village) в США, в окрузі Магонінґ штату Огайо. Населення — 903 особи (2020).

## Географія
Белойт розташований за координатами 40°55′11″ пн. ш. 80°59′52″ зх. д. / 40.91972° пн. ш. 80.99778° зх. д. (40.919696, -80.997812).  За даними Бюро перепису населення США в 2010 році селище мало площу 2,55 км², з яких 2,53 км² — суходіл та 0,02 км² — водойми.

## Демографія
Згідно з переписом 2010 року, у селищі мешкало 978 осіб у 425 домогосподарствах у складі 275 родин. Густота населення становила 384 особи/км².  Було 468 помешкань (184/км²).
Расовий склад населення:
| - 97,3 % — білих - 0,4 % — азіатів - 0,3 % — чорних або афроамериканців - 0,1 % — корінних американців |

До двох чи більше рас належало 1,8 %. Частка іспаномовних становила 0,3 % від усіх жителів.
За віковим діапазоном населення розподілялося таким чином: 23,8 % — особи молодші 18 років, 54,1 % — особи у віці 18—64 років, 22,1 % — особи у віці 65 років та старші. Медіана віку мешканця становила 43,4 року. На 100 осіб жіночої статі у селищі припадало 91,0 чоловіків;  на 100 жінок у віці від 18 років та старших — 81,3 чоловіків також старших 18 років.
Середній дохід на одне домашнє господарство  становив 38 180 доларів США (медіана — 27 986), а середній дохід на одну сім'ю — 49 519 доларів (медіана — 41 818). За межею бідності перебувало 11,8 % осіб, у тому числі 19,2 % дітей у віці до 18 років та 9,2 % осіб у віці 65 років та старших.
Цивільне працевлаштоване населення становило 484 особи. Основні галузі зайнятості: виробництво — 21,5 %, освіта, охорона здоров'я та соціальна допомога — 20,5 %, роздрібна торгівля — 15,1 %, мистецтво, розваги та відпочинок — 10,3 %.